# Šubat-Enlil

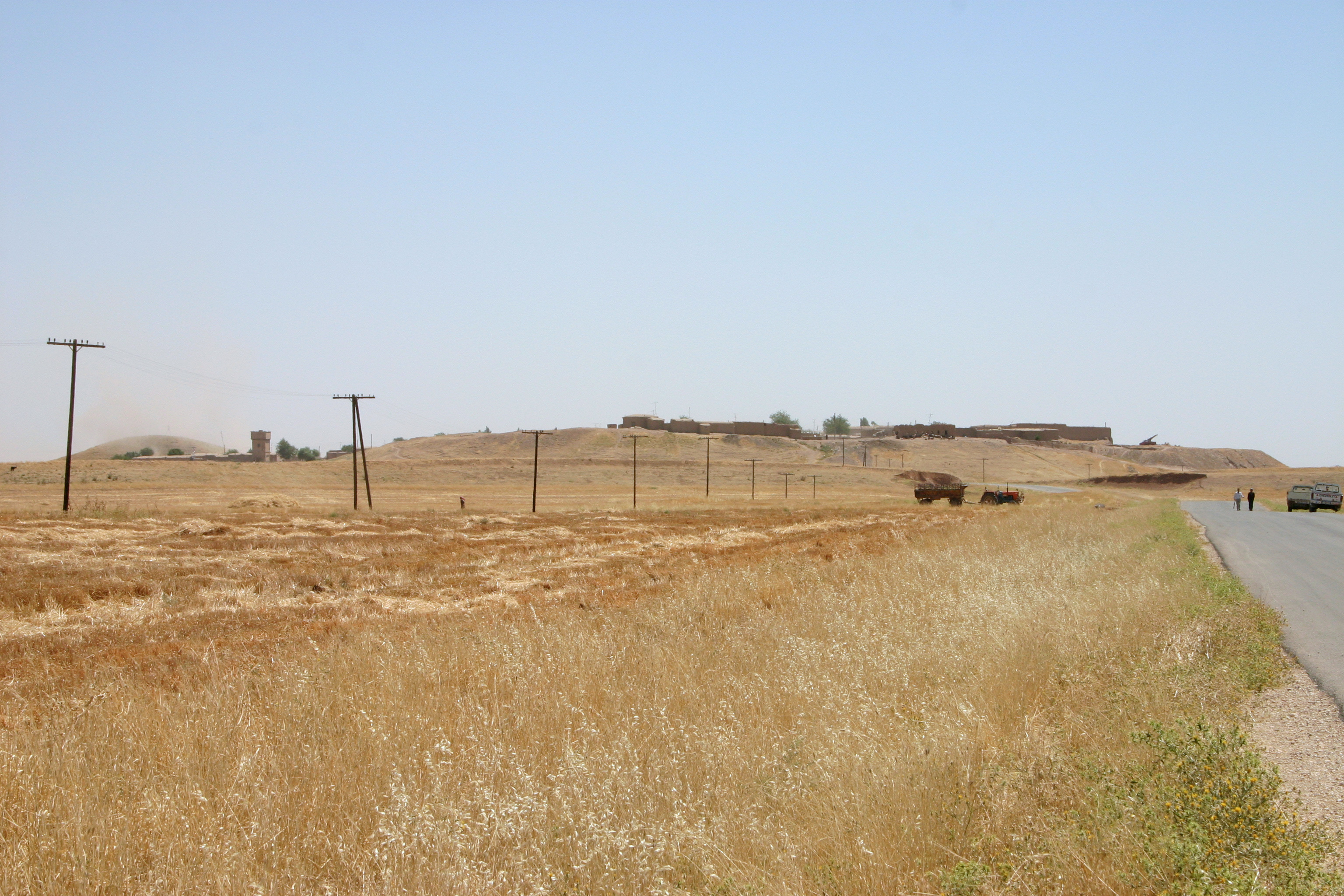
Tell Leilan

Šubat-Enlil nazývané také Tell Leilan bylo starověké město v dnešní Sýrii. Leží v povodí řeky Chábúr na řece Jarrah. Odkryto bylo roku 1978 archeologem Harvey Weissem.

## Raná historie Tell Leilanu
Počátky města sahají do 5. tisíciletí př. n. l.[zdroj?] Z původně malé vesnice se později stalo jedno z největších měst Akkadské říše. Z vykopávek lze soudit, že po zániku Akkadské říše bylo město opuštěno, na čemž se nejspíše podílel i velký nedostatek vody.[zdroj?]

## Šubat-Enlil
Asyrský král Šamší-Adad I. město obnovil, protože spatřil velký potenciál v bohaté zemědělské produkci přilehlých oblastí. Díky tomu ho učinil dokonce hlavním městem své říše a přejmenoval ho na Šubat-Enlil, což znamená „sídlo dobrého boha Enlila“.[zdroj?] Město se rozkládalo na více než 90 hektarech a stál zde mimo jiné výstavný královský palác a velký chrám. Celé město bylo ohraničeno silnými hradbami. Populace město čítala v době největší slávy až 20 000 lidí.[zdroj?] Město vzkvétalo dokud ho v roce 1726 př. n. l. nezničil babylonský král Samsu-Iluna. Své dřívější slávy již nikdy nedosáhla a později se stalo provinčním městem říše Mitanni.

## Odkrývání
Město bylo poprvé prozkoumáno americkým týmem archeologů z univerzity Yale. Průzkum začal v roce 1979 a pokračuje dodnes. Nejdůležitějším objevem je nález 1100 destiček popsaných klínovým písmem. Destičky pocházejí z 18. století př. n. l. a zaznamenávají jednání s ostatními mezopotamskými státy a vlastní fungování městské administrativy.